# Euryopis venutissima
Euryopis venutissima är en spindelart som först beskrevs av Lodovico di Caporiacco 1934.  Euryopis venutissima ingår i släktet Euryopis och familjen klotspindlar. Inga underarter finns listade i Catalogue of Life.